# Danio margaritatus
El Danio Margaritatus, conocido vulgarmente como microrasbora galaxy, es una especie de pez perteneciente a la familia Cyprinidae. Fue descubierta a mediados del año 2006 en el lago Inle (Asia), lo que la convierte en la especie más novedosa y reciente del mundo de la acuariofilia.

## Hábitat, características y comportamiento
Se encuentra en el lago Inle, situado en el país de Birmania.
Es una especie de pequeñas dimensiones que alcanza una longitud máxima de 1,5 centímetros. Las hembras tienen el vientre más abombado (especialmente en la época de desove) que los machos y suelen ser más grandes, aunque menos coloridas que éstos en la edad adulta. Los machos pueden ser algo territoriales entre ellos. Es un pez omnívoro que acepta gran variedad de alimentos.
Es una especie muy pacífica, activa, algo asustadiza y que vive en cardumen, por lo que si es mantenida en un acuario, deberá haber como mínimo 6 ejemplares, aunque no es muy recomendable que sean menos de 10.

## Acuario apropiado y parámetros del agua
Para estos peces es mejor un acuario específico que un comunitario. Debido a su reducido tamaño, pueden ser atacados, perseguidos e incluso engullidos por otros habitantes. Sus mejores compañeros suelen ser las gambas de acuario. Para un cardumen de esta especie bastará con tener un acuario con una capacidad de 20 a 30 litros que tenga abundantes plantas para que, de vez en cuando, puedan refugiarse.
Los parámetros del agua deben ser los siguientes:
pH: 6,5 – 7,0 (agua de ácida a neutra)
KH: 2º-3º
GH: 4º-5º
NO3: 0-10mg/l
NO2: 0mg/l
NH4+: 0mg/l
Lo más probable es que los peces que se compran en los comercios hayan sido criados en cautividad, por lo que los parámetros no tienen que ser excesivamente estrictos.